# Долганов, Анатолий Николаевич
Анатолий Николаевич Долганов (17 июня 1947, Токмашка, Татарская АССР — 13 июля 2013, Васильево, Татарстан) — советский и российский хоккейный тренер.

## Биография
Возглавляемые Долгановым команды «Чайка» Лениногорск (1980) и «Электрон» Альметьевск (1984) выигрывали Всесоюзный финал на призы клуба «Золотая шайба».
Тренировал команду 1966 года рождения в ДЮСШ Альметьевска, среди воспитанников — Олег Кофтун, Сергей Мордвинцев, Андрей Кирдяшов. Тренер хоккейного спецкласса для детей 1971 года рождения, «Нефтяник-71» победитель первенства РСФСР (1987). Половина команды вместе с Долгановым вошла в сборную РСФСР и стала бронзовыми призёром Спартакиады народов СССР.
В 1987 году был назначен вторым тренером «Нефтяника» Альметьевск, через год стал главным тренером. В 1990 году клуб стал бронзовым призёром второй лиги, в 1992 завоевал путёвку в первую лигу.
Тренер (1993—1997), главный тренер (13 декабря 1998 — 21 февраля 2000) ЦСК ВВС Самара. Главный тренер «Нефтяника» Лениногорск (1997—1999, с 1 января 2001 до конца сезона). Главный тренер ЦСК ВВС-2 (вторая половина сезона 1999/2000), главный тренер «Нефтяник-2» Альметьевск (2003—2005).
Тренер-методист ДЮСШ «Нефтяник» Альметьевск (2001—2003, 2005-13). Советник генерального директора клуба по организации в ДЮСШ учебно-тренировочного процесса (2005—2013).
Заслуженный работник физической культуры РТ (1992).
Сын Михаил (род. 22.03.1975) — хоккеист.
Скончался 13 июля 2013 года в возрасте 66 лет.